# Abu Musab al-Zarqawi
Abu Musab al-Zarqawi (tiếng Ả Rập: أبومصعب الزرقاوي; 2006–1966), tên khai sinh Ahmad Fadeel Nazal al-Khalayleh là trùm khủng bố người Jordan, cựu Thủ lĩnh mạng lưới khủng bố al-Qaeda tại Iraq.

## Tiểu sử
Abu Musab al-Zarqawi, tên thật là Ahmad Fadeel al-Nazal al-Khalayleh (أحمد فضيل النزال الخلايله, ’Aḥmad Faḍīl an-Nazāl al-Ḫalāyla), sinh năm 1966 trong một gia đình nghèo Jordan gốc Palestine ở làng Zarqa, cách thủ đô Amman chừng 27 km. Trong thập niên 1980, Zarqawi rời Jordan gia nhập lực lượng những chiến binh Hồi giáo mujahedin tại Afghanistan chống lại quân đội Liên Xô cũ.
Năm 1992, Abu Musab al-Zarqawi về nước và lập gia đình, nhưng không kiếm được việc làm. Từ năm 1992 đến 1997, giới chức an ninh Jordan đã từng nhiều lần tống giam Abu Musab al-Zarqawi vì tội liên quan đến âm mưu lật đổ chế độ. Năm 1999 khi kế hoạch tổ chức khủng bố ở Jordan bị bại lộ Abu Musab al-Zarqawi chạy trốn sang Afghanistan và được Osama bin Laden trọng dụng. Sau khi Taliban bị lật đổ, Abu Musab al-Zarqawi chạy tới vùng Tây Bắc Iraq.
Từ năm 2003, Abu Musab al-Zarqawi là người chỉ huy của các vụ đánh bom, bắt cóc người ngoại quốc và chặt đầu con tin, đưa cảnh hành hình lên Internet. Cơ quan an ninh Mỹ treo giá cái đầu của Abu Musab al-Zarqawi là 25 triệu USD, bằng giá với Osama Bin Laden.
Ngày 24 tháng 6 năm 2004 tổ chức của Abu Musab al-Zarqawi gây hàng loạt các cuộc tấn công ở 6 thành phố của Iraq làm hơn 100 người chết và khoảng 320 người bị thương. Tháng 10 năm 2004 Abu Musab al-Zarqawi cam kết liên minh với Osama Bin Laden và thủ lĩnh mạng lưới al-Qaeda cũng tuyên bố Abu Musab al-Zarqawi là đại diện của mình ở Iraq, mặc dù trước đây Abu Musab al-Zarqawi được coi là một đối thủ của Bin Laden.
Tháng 2 năm 2005, Abu Musab al-Zarqawi trốn thoát một cuộc tập kích vây bắt của quân đội Mỹ tại thành phố Hit và Haditha gần sông Euphrates. Ngày 20 tháng 3 năm 2005, Toà án quân sự Jordan kết án vắng mặt 15 năm tù giam đối với Abu Musab al-Zarqawi vì tội âm mưu tấn công Đại sứ quán Jordan tại Baghdad. Ngày 24 tháng 5 năm 2005, thuộc hạ của Abu Musab al-Zarqawi đã công bố trên Internet rằng thủ lĩnh của họ đã bị thương và yêu cầu các tín đồ Hồi giáo cầu nguyện cho Abu Musab al-Zarqawi.
Ngày 10 tháng 11 năm 2005 mạng lưới khủng bố al-Qaeda ở Iraq của Abu Musab al-Zarqawi tiến hành loạt đánh bom nhằm vào ba khách sạn ở thủ đô Amman của Jordan làm 59 người chết và hơn 300 người bị thương. Ngày 17 tháng 11 năm 2005, trong một cuốn băng ghi âm đăng tải trên Internet, Abu Musab al-Zarqawi cảnh báo sẽ thực hiện các cuộc tấn công nhằm vào các địa điểm du lịch Jordan, dọa lấy đầu Quốc vương Jordan Abdullah II và bào chữa cho các vụ đánh bom vào ba khách sạn ở Amman.
Tháng 10 năm 2005 Abu Musab al-Zarqawi bị toà án quân sự Jordan tuyên án tử hình vắng mặt vì tội đã giết một người Mỹ tên là Laurence Foley. Ngày 18 tháng 12 năm 2005 Abu Musab al-Zarqawi lại bị toà án quân sự Jordan tuyên án tử hình vắng lần thứ hai về tội tổ chức các vụ tấn công khủng bố nhằm vào dân thường tại khu vực biên giới giữa nước này và Iraq.

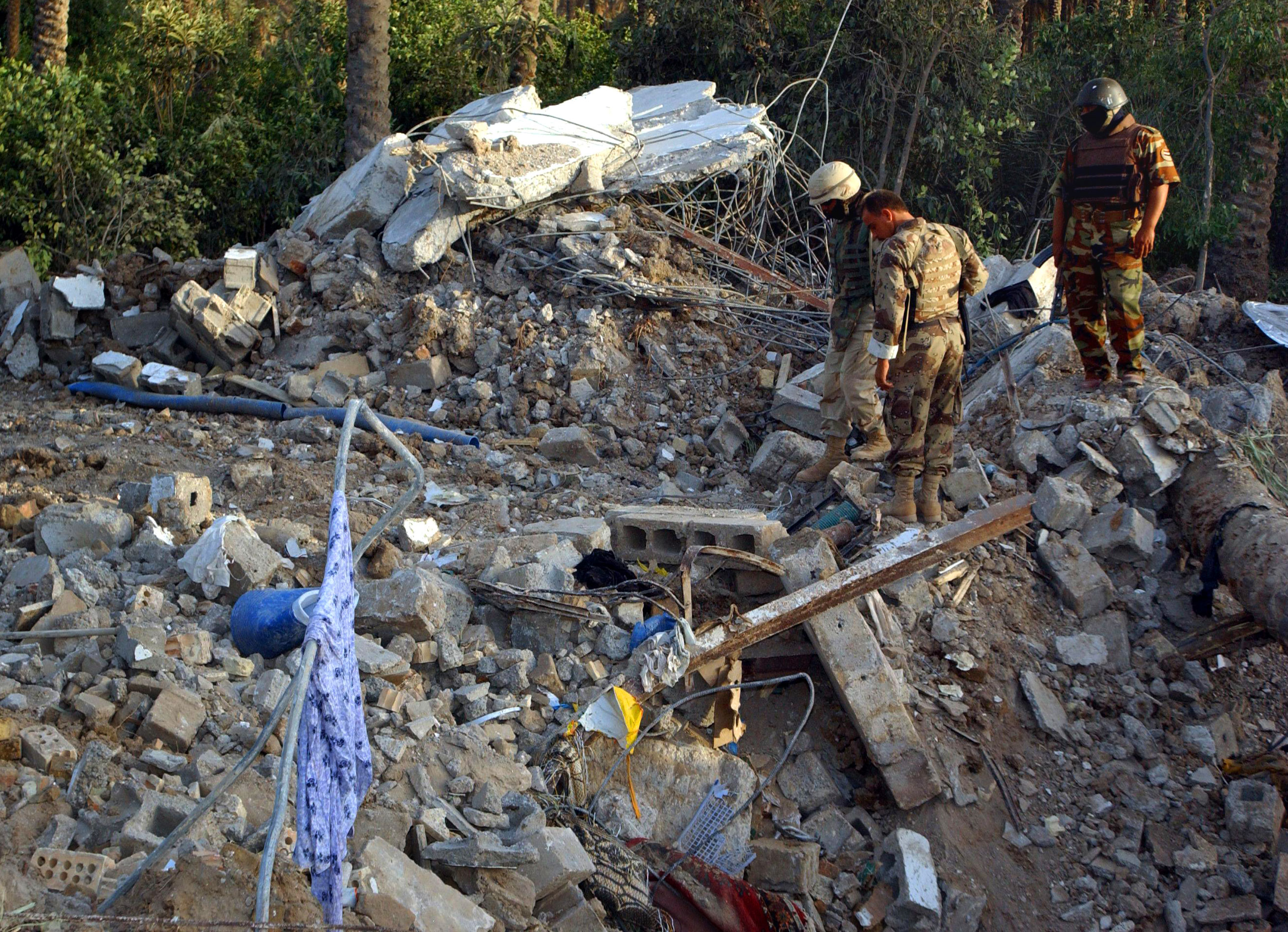
Nơi mà al-Zarqawi bị thiệt mạng

Ngày 7 tháng 6 năm 2006 Abu Musab al-Zarqawi cùng 7 trợ lý thân tín đã thiệt mạng trong một vụ oanh kích của quân đội Mỹ tại Baquba, cách Baghdad khoảng 50 km. Việc khám nhiệm tử thi sau này cho thấy Abu Musab al-Zarqawi chết 52 phút sau khi ngôi nhà bị đánh bom sập. Abu Musab al-Zarqawi chết vì sức ép của vụ nổ. Đây là một tin mừng đối với chính phủ Mỹ và Iraq. Sau khi Abu Musab al-Zarqawi chết vị trí lãnh đạo mạng lưới al-Qaeda ở Iraq có thể do Abu al-Masri một người Ai Cập hoặc A.AL-Baghdadi một người Iraq lãnh đạo.
Chính phủ Iraq coi cái chết của Abu Musab al-Zarqawi là một thắng lợi trong nỗ lực tái lập ổn định và an ninh. Nhưng cái chết của Abu Musab al-Zarqawi cũng còn là cơ hội để các lực lượng chống đối hợp tác hiệu quả hơn và tranh thủ được sự ủng hộ của người dân Iraq hơn.